# Cocorăștii Mislii (gmina)
Cocorăștii Mislii – gmina w Rumunii, w okręgu Prahova. Obejmuje miejscowości Cocorăștii Mislii, Goruna i Țipărești. W 2011 roku liczyła 3229 mieszkańców.